# Escrió de Pèrgam
Escrió de Pèrgam (en llatí Aeschrion, en grec antic Ἀισχρίων) va ser un metge grec nascut a Pèrgam al segle ii.
Va ser un dels mestres de Galè. Va pertànyer a l'escola empírica, una de les escoles famoses de la medicina, i tenia molts coneixements de farmàcia. Va ser l'inventor d'un remei supersticiós contra la ràbia que consta com a aprovat per Galè i Oribasi. L'ingredient més important del remei el formaven els crancs molts fins a fer-los pols, que s'havien d'agafar en una determinada posició del sol i de la lluna i ser cuits vius.